# Psiguria
Psiguria é um género botânico pertencente à família Cucurbitaceae.

## Espécies
| - Psiguria aurantiaca - Psiguria bignoniacea - Psiguria diversifolia - Psiguria dunlapii - Psiguria jacquiniana - Psiguria longipedunculata - Psiguria ottoniana - Psiguria ovata - Psiguria pedata | - Psiguria racemosa - Psiguria ternata - Psiguria trifoliata - Psiguria trilobata - Psiguria triphylla - Psiguria umbrosa - Psiguria warmingiana - Psiguria warscewiczii |

1. ↑  «Psiguria — World Flora Online». www.worldfloraonline.org. Consultado em 19 de agosto de 2020